# Georges-Léon Piarron de Mondésir
Pour les articles homonymes, voir Mondésir.
Georges-Léon Piarron de Mondésir (né le 3 novembre 1838 à Cherbourg, mort le 21 septembre 1915 au château de Rochemont (Saussemesnil)) est un militaire, inspecteur des finances et mathématicien français.

## Biographie
Georges-Léon Piarron de Mondésir est le fils du colonel Auguste Pierron de Mondésir, chevalier de l'ordre de Saint-Louis, et le petit-fils d'Antoine Sivard de Beaulieu. Il se marie avec une petite-fille de l'homme d'affaires Jean Bernard Cardon (1754-1832).
Élève de l’École polytechnique (X1857) et de l’École d'application de l'artillerie et du génie (1859), il prend part à la Expédition du Mexique, avant de démissionner de l’armée.
Inspecteur des finances, il prend la direction des papeteries du Loiret à Buges, dans l’arrondissement de Montargis.
Mondésir reprend du service lors de la guerre franco-allemande de 1870, durant laquelle il se distingue à la tête de la 2e Compagnie des Francs Tireurs de la Nièvre, qu'il avait créée.
Après plusieurs années passées aux Feutrières (Gérardmer), il acquiert le domaine de Frémont (Brix).

## Publications
- Calcul des ponts métalliques, 1860
- Compagnie des chemins de fer de la ligne d'Italie par la vallée du Rhône et le Simplon. Études de la traversée du Simplon entre Gliss-Brigg et Domo-d'Ossola. 1° Rapport du directeur de la compagnie [Piarron de Mondésir]. 2e Rapport de l'ingénieur chargé en chef des études [Lehaître]. 3° Note sur la puissance des machines à quatre cylindres destinées au passage du Simplon. [Signé : Ernest Goüin et Cie.], 1863
- Communication relative à la ventilation par l'air comprimé, 1867
- Deuxième communication relative à la ventilation par l'air comprimé, par M. Piarron de Mondésir,... Nouvelle formule fondamentale, expérience, discussion, applications diverses, 1868
- Dialogues sur la mécanique: méthode nouvelle pour l'enseignement de cette science. Résultats scientifiques nouveaux, 1870
- Note sur la théorie de la locomotive sans foyer, 1875
- Calcul des ponts métalliques à poutres droites et continues, 1873
- Aérodynamique ou mécanique des gaz, 1887
- Sur les nombres premiers. Sur une nouvelle formule algébrique. Sur la résolution de l'équation trinôme de degré impair